# Jul i Svingen
Jul i Svingen var NRK:s julkalender 2006. Den visades för första gången i december 2006 och bygger på de samma karaktärer som i TV-serien Linus i Svingen. Seriens manus skrevs av författaren Kjetil Indregard. Jul i Svingen är en av NRK:s mest ambitiösa egenproducerade dramaserier[källa behövs] och har sen dess gått i repris 2009, 2013, 2017 och 2019.
I januari 2008 visades de första 7 avsnitten dubbade till svenska på SVT1 under namnet Vinter i Svingen. I december samma år visades serien i sin helhet med ett avsnitt varje dag med start den första december som en vanlig julkalender med originalnamnet Jul i Svingen. Serien har också visats i december 2010 i Yle.

## Handling
Serien består av 24 fristående avsnitt där barn och vuxna i Svingen får följa med på nya äventyr och upplevelser. 

## Rollista
- Jakob Borgen – Linus
- Sebastian Warholm – Nure Bergum
- Yvonne Johnsrud – Akaya
- Ina Svenningdal – Åsa
- Hassan Ali Iqbal – Atif
- Erika Birgitta Krohn – Victoria
- Adrian Falch Karlsen – Børre
- Mia Daniels – Klara
- Henrik Jacob Schatvet – Morten
- Anders Mordal – Marvin
- Benedikte Lindbeck – Agnetha
- Fridtjov Såheim – Biggen
- Bente Børsum – Fru Wold
- Bibi Razia – Saima
- Raija Iftikhar Ahmed – Omar
- Turid Gunnes – Grete Bergum
- Ulla Marie Broch – Lucy
- Fredrik Hannestad – Tor
- Ayu Dewi Aarvak – Kartini
- Siv Charlotte Klynderud – Vera
- Mats Mogeland – Arne Olav

### Svenska röster
- Mimmi Benckert, Jacob Bergström, Julia Dufvenius, Göran Gillinger, Axel Karlsson, Sandra Kassman, Daniel Melén, Joel Nyström, Lizette Pålsson, Per Sandborgh, Ester Sjögren, Filippa Åberg, Oliver Åberg
- Översättning – Anoo Bhagavan
- Dubbproduktion – Eurotroll AB[4]

## Avsnitt
| Nr | Originaltitel                                | Svensk titel                                 |
| -- | -------------------------------------------- | -------------------------------------------- |
| 1  | Julegrantenning                              | Julgranen tänds                              |
| 2  | Spor i snøen                                 | Spår i snön                                  |
| 3  | Den nye familien                             | Den nya familjen                             |
| 4  | Hytteturen                                   | Barnen i Svingen gör en utfärd till stugan   |
| 5  | Hvem er tøffest?                             | Spökhuset                                    |
| 6  | Klara Klegg og Morten Mygg flytter hjemmefra | Klara Kläng och Mårten Mygg flyttar hemifrån |
| 7  | Teater i Svingen                             | Teater                                       |
| 8  | En rev i Svingen                             | Barnen i Svingen tar hand om en räv          |
| 9  | Klara Klegg drar til Japan                   | Klara Kläng reser till Japan                 |
| 10 | Stafetten                                    | Stafetten                                    |
| 11 | Radio Svingen                                | Barnen startar sin egen radiostation         |
| 12 | Bestemor og bestefar                         | Mormor och morfar                            |
| 13 | Sankta Lucia                                 | Sancta Lucia                                 |
| 14 | Fredløs                                      | Fredlös                                      |
| 15 | Biggen blues og bensin                       | Biggen Blues och Bensin                      |
| 16 | Spillegalskap                                | Spelgalen                                    |
| 17 | Julebukk                                     | Att gå juletåg                               |
| 18 | Nure i bakken                                | Nure i backen                                |
| 19 | Sirkusdronningen                             | Cirkusdrottningen                            |
| 20 | Vinterkrigen                                 | Snöslottet                                   |
| 21 | Farvel til våpnene                           | Farväl till vapnen                           |
| 22 | Reisen til juletreet                         | Julgranen                                    |
| 23 | Panikk i kulissene                           | Panik i kulisserna                           |
| 24 | Julaften                                     | Julen är här                                 |

## Produktion
Inspelningarna inleddes i januari 2005 i Maridalen och tog 215 arbetsdagar.

## Mottagande
Serien visades i Nederländerna i december 2006 och mottogs bra av publiken. Serien har senare kommit att bli en jultradition där och har sedan dess visats varje kommande år.